# Coke
Jorge Andújar Moreno (Madrid, 1987. április 26. –), ismert nevén Coke, spanyol labdarúgó, az UD Ibiza hátvédjeként 2014-ben,  2015-ben, és 2016-ban Európa-ligát nyert a Sevilla FC színeiben. Utóbbi évben a Liverpool FC elleni döntőben két gólt szerzett (3–1).